# ЛАЗ-698
ЛАЗ-698 — опытный городской автобус Львовского автобусного завода.

## История
Советский журнал «За рулём» в № 1, за 1961 год объявил о том, что на Львовском автобусном заводе начато серийное производство 26-местного автобуса ЛАЗ-698, под собственным именем «Карпаты», с бензиновым двигателем ЗИЛ-130 мощностью 150 л. с.. Как выяснилось позже, эта новость оказалась преждевременной, модель оказалась опытной, построенной в 1960 году. В том же году был построен ещё один концепт-экземпляр, с индексом ЛАЗ-698, и под названием «Карпаты-2», он демонстрировался на Международной автомобильной выставке в Лондоне 1961 года.
В реальности, первая опытная серия автобусов ЛАЗ-698 была выпущена в 1967-1968 годах, и это уже была другая машина с тем же индексом. На ней использовался бензиновый двигатель ЗИЛ-375 мощностью 180 л. с.. В статье «За рулём» 1976 года модель по-прежнему числилась в статусе «новинки». Кроме того, там заявлялось появление версии ЛАЗ-698Д с дизельным двигателем ЯМЗ-7401 мощностью 180 л. с..
В 1966 году автобус демонстрировался на международном конкурсе автобусов во французской Ницце. В 1967 году на базе ЛАЗ-698 в единственном экземпляре был построен демонстрационный образец троллейбуса.
Разработки новых модификаций проходили до начала 1970-х годов, всё дальше уходя от первичного образца. Нетрадиционные для Львовского автобусного завода компоненты кузова и ходовой части, перевес в сторону выпуска традиционных моделей 695 и 697 серий так и не позволили ЛАЗ-698 занять прочную нишу в советском модельном ряду.
В 1976 году был представлен демонстрационный образец нового варианта городского автобуса ЛАЗ-698.
Отдельные экземпляры работали на маршрутах Адлера до 1980-х годов, а экземпляр ЛАЗ-698, построенный в 1969 году, эксплуатировался в Псковской области вплоть до 2000 года.

## Описание
Автобус бескапотный, имел цельнометаллический кузов с несущим основанием из труб.
Салон с трёхрядной планировкой полужёстких сидений, обеспечивавшей широкий проход, имел накопительную площадку в задней части кузова и две автоматические четырёхстворчатые двери шириной 1200 мм.
По версии из статьи журнала «За рулём» 1968 года автобус должен был комплектоваться двигателем ЗИЛ-375, автоматической гидромеханической коробкой передач (разработанной специалистами НАМИ и львовского ГСКБ), гидроусилителем руля, задним мостом Rába венгерского производства, с планетарными редукторами.
По версии из статьи журнала «За рулём» 1976 года на ЛАЗ-698 должны были устанавливать пневматическую подвеску колёс, которая позволяла снизить уровень пола до 778 мм.

## Варианты и модификации
- ЛАЗ-698 - вариант с карбюраторным восьмицилиндровым двигателем ЗИЛ-375 мощностью 180 л. с. (максимальная скорость - 78 км/ч)[8]
- ЛАЗ-698Д - с V-образным восьмицилиндровым дизельным двигателем ЯМЗ-7401 мощностью 180 л. с. (максимальная скорость - 71 км/ч)[8]